# Zaraće (ruralna cjelina)
Ruralna cjelina Zaraće, ruralna cjelina u sklopu sela Zaraća (Zoraća), područje Grada Hvara.

## Povijest
Zaraće, zbijeno selo smješteno na blagoj osojnoj padini, od 15. stoljeća naziva se suburbijem Hvara i jedini je hvarski suburbij koji je ostao u svom prvotnom organizacijskom obliku - nema crkvu, groblje, središnji javni prostor. Objekti javne namjene su bunar s naplovom, zgrada škole i lambik za preradu lavande. Stambeno-gospodarske kuće su zidane grubo obrađenim kamenom obilno povezanim vapnenim mortom, kamenu ploču kao izvorni pokrov vremenom je zamijenila kupa kanalica i utoreni crijep. Gospodarske prizemnice su se koristile kao staje, konobe ili za krušne peći, a njihovi dvostrešni ili jednostrešni krovovi pokriveni su kamenom pločom. Sačuvani su tijesci za grožđe i masline i brojne gustirne.

## Zaštita
Pod oznakom Z-4637 zavedena je kao nepokretno kulturno dobro - kulturno-povijesna cjelina, pravna statusa zaštićena kulturnog dobra, klasificirano kao "kulturno-povijesna cjelina".